# Učenik
Učenik je sudionik didaktičko-komunikacijskih stvaralačkih aktivnosti, koje su usmjerene na njegovo obrazovanje, odgajanje, integriranje u društvenu zajednicu i izgrađivanje samostalne, slobodne i kritičke ličnosti. Učenik je redovni ili izvanredni polaznik određenog oblika obrazovnih institucija. U suvremenoj didaktici on se javlja kao subjekt nastavnog procesa i to u svim njegovim fazama (od planiranja, preko realizacije do vrednovanja).

## Učenikova ličnost
Značajke učenikove ličnosti svrstavamo u četiri osnovna područja ili skupina faktora:
| a) Kognitivno ili spoznajno područje što sadrži psihičke sposobnosti i vještine spoznavanja i odlučivanja o smjeru i načinu djelovanja (percepcija, pamćenje, inteligencija, mišljenje, kreativnost). |
| b) Afektivno ili čuvstveno područje što određuje način učenikovog čuvstvenog doživljavanja i ponašanja - čestinu, jačinu, trajanje i složenost čuvstava te prevladavajuće raspoloženje. Ovo područje u starijoj psihologijskoj terminologiji naziva se temperamentom. |
| c) Konativno (motivativno) ili voljno područje što ga tvore osobine koje pokreću i usmjeravaju pojedinčevo ponašanje -univerzalni motivi, vrijednosti, interesi, stavovi i navika. U starijoj terminologiji ovo područje se naziva karakterom. |
| d) Somatsko područje ili tjelesna konstitucija što podrazumijeva tjelesnu cjelovitost i funkcionalnost, visinu, težinu, mišićavost, primarne i sekundarne spolne oznake i dr. Doživljaj vlastite tjelesne konstitucije pod utjecajem odnosa drugih prema pojedincu i važećih društvenih kanona poželjnog tjelesnog izgleda, posebno u vrijeme intenzivnog rasta i oblikovanja u pubertetu, može biti vrlo važan odgojni nastavni problem. |